# أحمد إسكندري
أحمد إسكندري (بالفارسية: احمد اسکندری) هو لاعب كرة قدم إيراني. حضر احمد إسكندري خلال مسيرته الرياضية في عدة فرق ومنها فريق سباهان لكرة القدم الإيراني.